# Тинсли, Марион
Марион Тинсли (англ. Marion Tinsley) (3 февраля 1927, Айронтон, штат Огайо, США — 3 апреля 1995, Хамбл, Техас, США) — американский шашист, многократный чемпион мира по чекерсу (1955—1958 и 1975—1991).

## Биография
Марион Тинсли родился в семье школьного учителя и фермера, позднее ставшего шерифом. После окончания школы посвящал много времени чекерсу. В 1947 году выиграл юниорский Чемпионат штата Огайо. В 1955 году впервые стал чемпионом мира по чекерсу. Добровольно сложил с себя титул чемпиона мира в 1992 году. За период с 1955 по 1992 годы проиграл лишь 5 официальных партий. Ещё две партии проиграл компьютерной программе «Chinook».
Марион Тинсли был профессором  Университета штата Флорида, доктором наук в области комбинаторного анализа. Также он был пресвитером баптистской церкви.

## Спортивные достижения
- 8-кратный чемпион мира по версии «3-move»: 1954, 1955, 1958, 1979, 1981, 1985, 1987, 1989
- чемпион мира по версии «2-move»: 1952[3]

## Поединки с «Chinook»
В Альбертском университете под руководством Джонатана Шеффера была создана программа, предназначенная для игры в шашки.
В 1990 году на открытом Чемпионате США эта программа заняла второе место, уступив лишь Мариону Тинсли.
В 1992 году в Лондоне проводился матч матч между Марионом Тинсли и программой «Chinook». Победу одержал Тинсли со счётом 4:2. В дальнейшем Тинсли принял участие в модернизации «Chinook». В августе 1994 начался матч-реванш. После шести партий Тинсли отказался продолжать матч из-за плохого самочувствия. В апреле 1995 года он умер от рака поджелудочной железы.